# Light Tank Mk VI
Der Light Tank Mk VI, ein britischer Panzer, wurde von 1936 bis 1940 gebaut. Der Typ wurde noch bis 1941 im Zweiten Weltkrieg von den britischen Truppen als Spähpanzer in Frankreich, Ägypten, auf Malta und bei der Besetzung Persiens eingesetzt. Da diese leichtgepanzerten Fahrzeuge keine Chance gegen die gegnerischen deutschen Panzer hatten, wurden sie ausgemustert und verschrottet. Einige wurden im Westfeldzug von der deutschen Wehrmacht erbeutet und mit der aufgesetzten 10,5-cm-leichten Feldhaubitze 16 zu Artillerieselbstfahrlafetten umgebaut.

## Design
Die Entwicklung des Fahrzeuges war abgeschlossen, als das Vereinigte Königreich ein großes Aufrüstungsprogramm begann. Der Vickers Mk VI wurde in Massen produziert, um das Royal Tank Regiment und die mechanisierten Kavallerie-Regimenter aufzufüllen. Er wurde als Begleit- und Aufklärungspanzer entworfen und konnte es zu keiner Zeit mit Panzern anderer kriegsführender Parteien aufnehmen. 1940 wurde die Produktion eingestellt.

## Ausrüstung
Bewaffnet war der Mk VI mit zwei Vickers-Maschinengewehren, einem .50 Zoll (12,7 mm) und einem .303 Zoll (7,69 mm) Maschinengewehr, die koaxial im Turm angeordnet waren und um 360 Grad gedreht und vertikal von +37° bis −10° bewegt werden konnten. Munitioniert war er mit 200 Schuss .50- und 2500 Schuss .303-Patronen.
Ein Funkgerät (No. 9 W/T) war in einer Erweiterung am Turmheck angebracht.
Die letzte Version MK VI C verfügte über das 15-mm-Besa-Maschinengewehr, das das Vickers .50 ersetzte. Das Vickers .303 wurde durch das 7,92-mm-Besa ersetzt.

## Panzerung
Die Panzerung des Mk VI war ausgelegt, um Beschuss bis zu .303 Zoll (7,62 mm, also Handfeuerwaffen) standzuhalten. An der dünnsten Stelle betrug die Stärke nur 4 mm und an der dicksten 14 mm (British Official Armour Specification I.T.70).

## Antrieb
Angetrieben wurde der Mk VI von einem Meadows ESTB, einem wassergekühlten Sechszylinder-Benzinmotor, welcher bei 3000/min etwa 90 PS (88 bhp) leistete. Die Kraftübertragung erfolgte über ein Vorwahl-Getriebe mit fünf Vorwärtsgängen und einem Rückwärtsgang. Der Mk VI erreichte eine Höchstgeschwindigkeit von 35 mph (56 km/h).

## Varianten

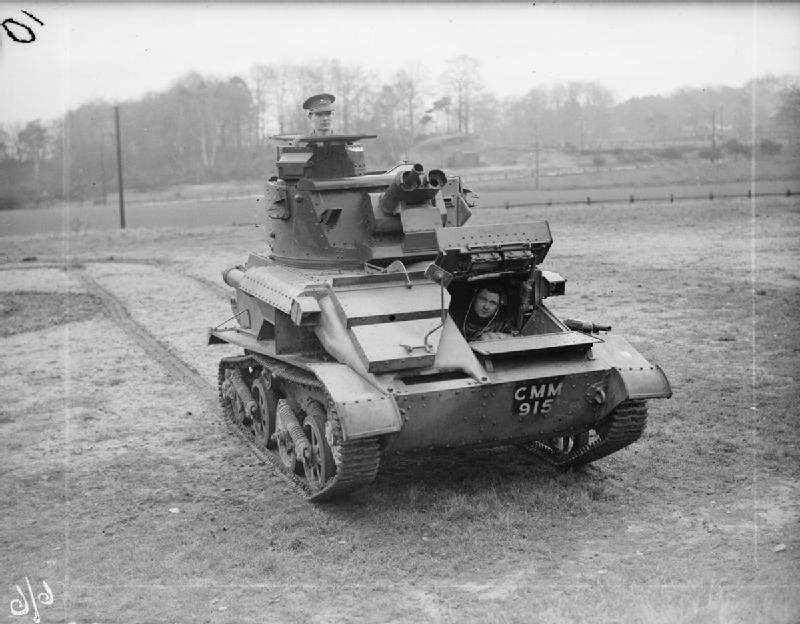
Light Tank Mk VIA

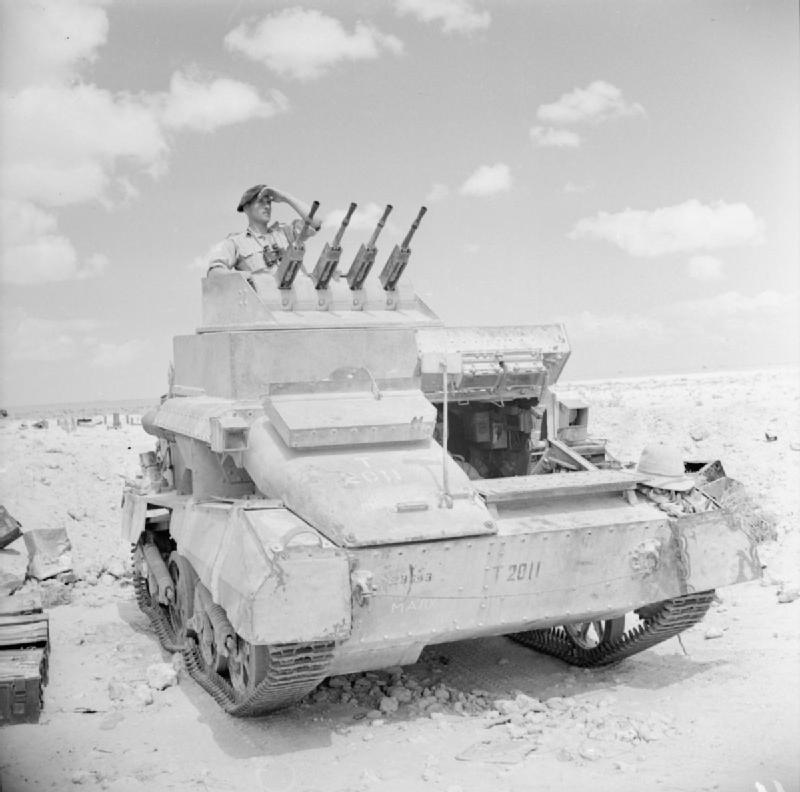
Light Tank AA Mk I

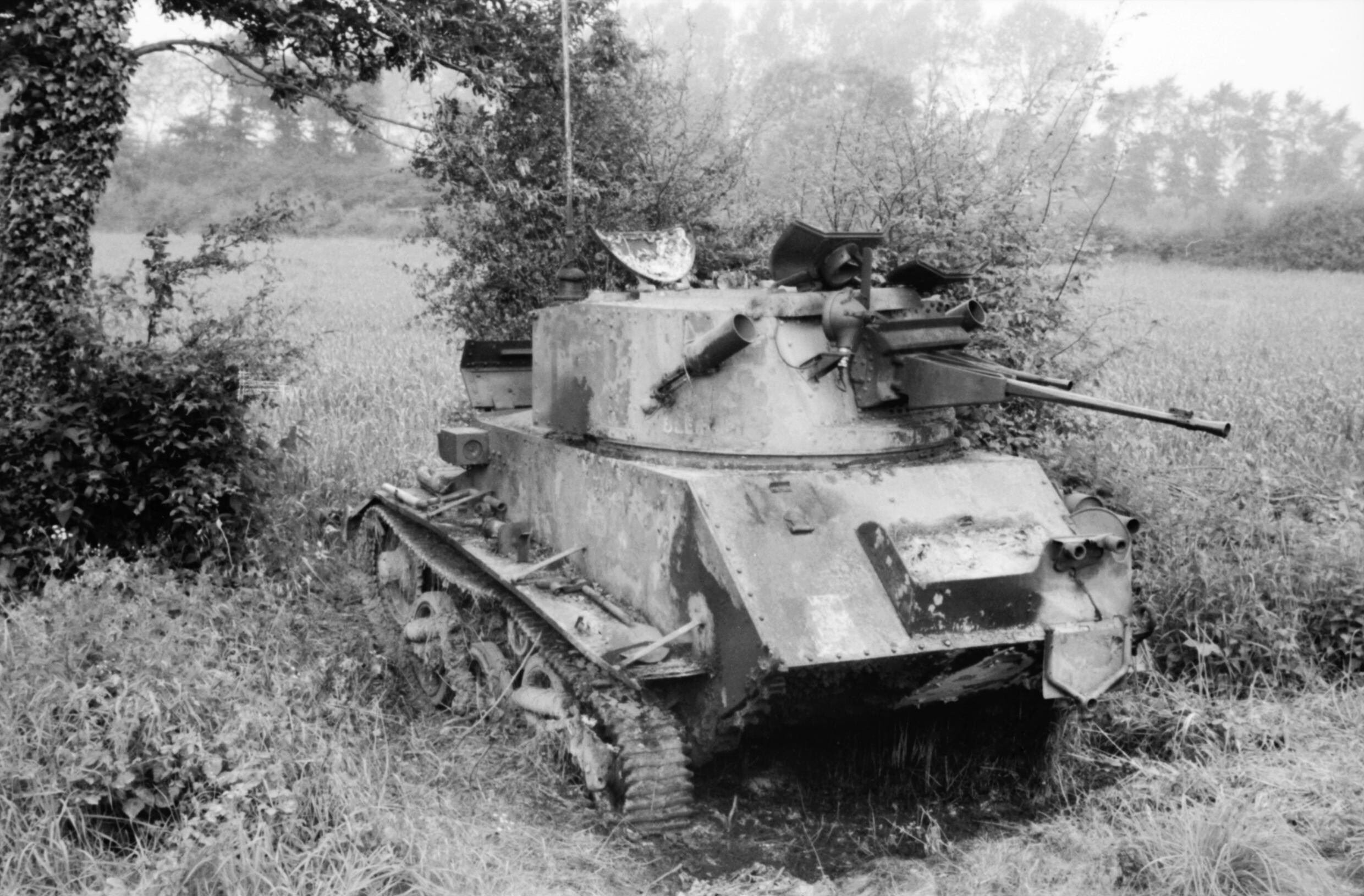
Light Tank Mk VIC (am 27. Mai 1940 während der Schlacht bei Abbeville getroffen)

- Light Tank MK VIA
Nach 91 Mk VI ging der Mk VIA in Serie. Die wichtigsten Verbesserungen betrafen die Stoßdämpfer und das Kühlsystem des Motors. Die Spurweite wurde vergrößert und der Radstand verlängert. Das neue Kühlsystem wurde in Ägypten ausgiebig getestet. Von November 1935 bis Januar 1936 wurden 85 MK VIA hergestellt.

- Light Tank AA MK I + II
Luftabwehrpanzer, auf dem MK-VIA-Fahrwerk

- Light Tank MK VIB
Wie MK VIA, aber mit Tropenausrüstung für die indische Armee, später auch für die britische Armee hergestellt. Von April 1937 bis Januar 1940 wurden 850 Stück produziert.
Bei der Wehrmacht wurden Beutepanzer dieser Variante unter der Bezeichnung leichter Panzerkampfwagen Mk VI B 735 (e) geführt.

- Light Tank MK VIC
Das endgültige Design des MK VI beinhaltete die jetzt verfügbaren Besa-Maschinengewehre. Das Vickers .50 wurde durch das 15-mm-Besa und das Vickers .303 durch das 7,92-mm-Besa ersetzt. Das 15-mm-Besa konnte auch Einzelfeuer abgeben, sein Kampfsatz wurde auf 175 Schuss reduziert. Produziert wurden 130 Fahrzeuge dieses Typs.
Bei der Wehrmacht wurde diese Variante unter der Bezeichnung leichter Panzerkampfwagen Mk VI C 736 (e) geführt.

## Technische Daten
| Technische Daten der Versionen des Light Tank Mk VI |                                       |                                       |
|                                                     | VIB                                   | VIC                                   |
| 0Allgemeine Eigenschaften                           |                                       |                                       |
| Besatzung                                           | drei                                  | drei                                  |
| Gefechtsgewicht                                     | 5,28 t                                | 5,25 t                                |
| Bodendruck                                          | 0,53 kg/cm²                           | 0,53 kg/cm²                           |
| Länge                                               | 3,99 m                                | 3,94 m                                |
| Breite                                              | 2,05 m                                | 2,06 m                                |
| Höhe                                                | 2,23 m                                | 2,13 m                                |
| Bodenfreiheit                                       | 27 cm                                 | 27 cm                                 |
| Kettenbreite                                        | 24,1 cm                               | 24,1 cm                               |
| 0Bewaffnung                                         |                                       |                                       |
| Hauptbewaffnung                                     | 12,7 mm MG                            | 15 mm MG                              |
| Sekundärbewaffnung                                  | 7,7 mm MG                             | 7,92 mm MG                            |
| Kampfbeladung HW                                    | 400 Patronen                          | 175 Patronen                          |
| Kampfbeladung MG                                    | 2500 Patronen                         | 2700 Patronen                         |
| 0Fahrleistung                                       |                                       |                                       |
| Motor                                               | Meadows Sechszylinder-Ottomotor       | Meadows Sechszylinder-Ottomotor       |
| Kühlung                                             | Wasser                                | Wasser                                |
| Hubraum                                             | 4,43 l                                | 4,43 l                                |
| Bohrung / Hub                                       | 88/120 mm                             | 88/120 mm                             |
| maximale Umdrehung                                  | 3000/min.                             | 3000/min.                             |
| PS                                                  | 88 PS                                 | 88 PS                                 |
| spezifische Leistung                                | 19,6 PS/l                             | 19,6 PS/l                             |
| Leistungsgewicht                                    | 16,67 PS/t                            | 16,76 PS/t                            |
| Getriebe                                            | fünf Vorwärtsgänge, ein Rückwärtsgang | fünf Vorwärtsgänge, ein Rückwärtsgang |
| Höchstgeschwindigkeit Straße                        | 56 km/h                               | 51 km/h                               |
| Höchstgeschwindigkeit Gelände                       | 41 km/h                               | 41 km/h                               |
| Kraftstoffvorrat                                    | 159 l                                 | 159 l                                 |
| Reichweite Straße                                   | 208 km                                | 280 km                                |
| Reichweite Gelände                                  |                                       |                                       |
| Lenkung                                             | Lenkbremse                            | Lenkbremse                            |
| Laufrollen                                          | 4                                     | 4                                     |
| Federung                                            | Schraubenfedern                       | Schraubenfedern                       |
| Watfähigkeit                                        | 61 cm                                 | 60 cm                                 |
| 0Panzerung                                          |                                       |                                       |
| Wanne Front                                         | bis 12 mm                             | 11 bis 14 mm                          |
| Wanne Seite                                         | 8 bis 14 mm                           | 11 bis 13 mm                          |
| Wanne Heck                                          | 8 bis 14 mm                           | 4 bis 6 mm                            |
| Wanne Decke                                         | 10 mm                                 | 4 mm                                  |
| Wanne Boden                                         | 5 mm                                  | 3 mm                                  |
| Turm Front                                          | bis 15 mm                             | bis 14 mm                             |
| Turm Seite                                          | bis 15 mm                             | 11 bis 14 mm                          |
| Turm Heck                                           | bis 12 mm                             | bis 11 mm                             |
| Turm Decke                                          | 10 mm                                 | 3,5 mm                                |